# Promnitz (Adelsgeschlecht)

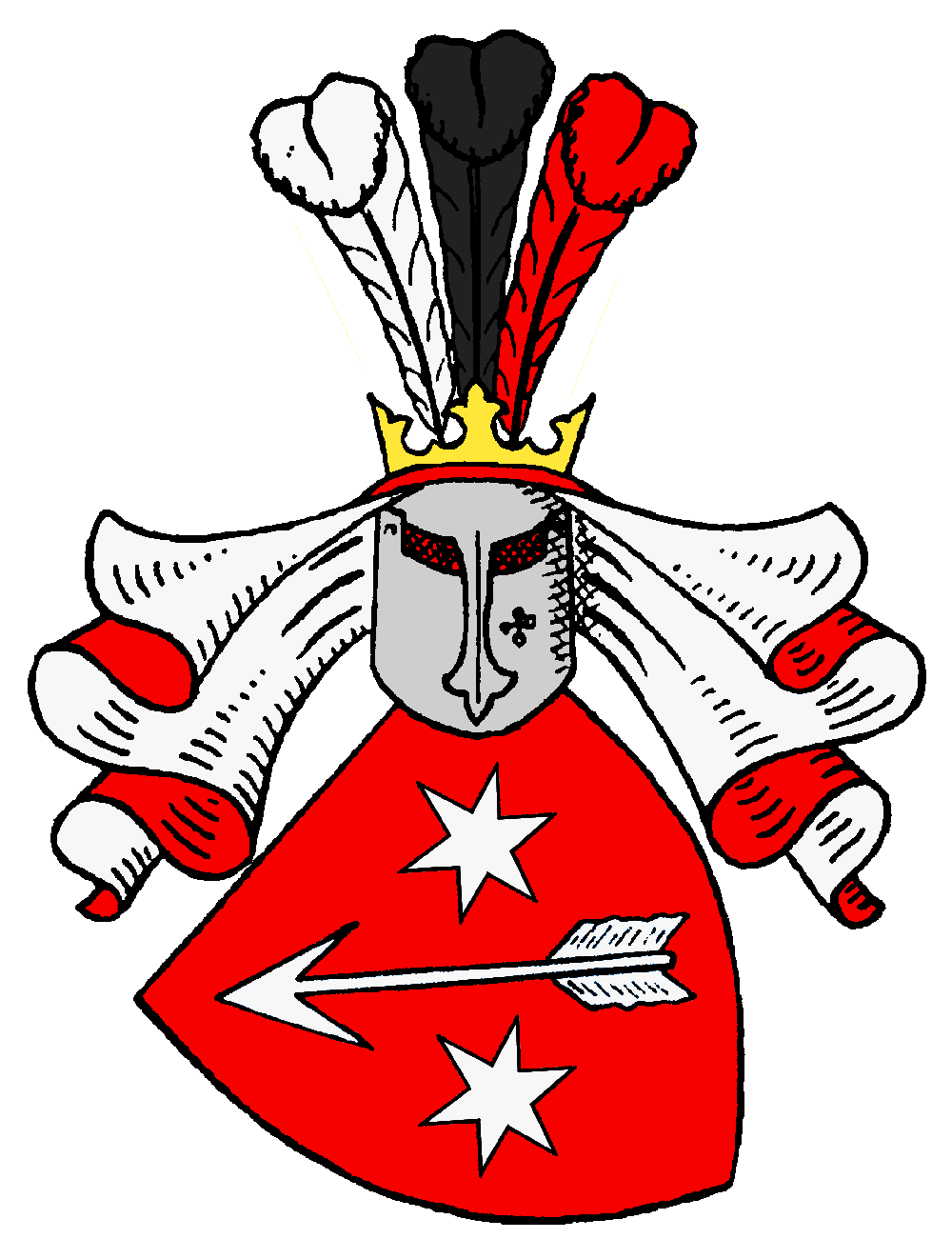
Stammwappen derer von Promnitz

Promnitz ist der Name einer Familie des sächsischen Uradels mit Stammhaus in Promnitz an der Elbe. Als Stammvater wird im Jahre 1270 Adam Herman von Promnitz erstmals erwähnt. Wanderungsbewegungen führten die Familie in die Niederlausitz, nach Pirna und nach Schlesien.
Am 29. November 1559 erhob der böhmische Landesherr Kaiser Ferdinand I. alle Mitglieder der Familie in den Reichsfreiherrenstand. 1652 wurde Siegmund Seyfrid von Promnitz (1595–1654) zu Pleß, Sorau und Triebel, Landvogt der Niederlausitz, in den böhmischen Grafenstand erhoben.
Die reich begüterte gräfliche Linie, verschwägert mit zahlreichen Familien des Hochadels, erlosch mit Johann Erdmann Graf von Promnitz (1719–1785). Die freiherrliche Linie blüht noch.

## Mittelalter bis 16. Jahrhundert
Ausgehend vom Dorf Promnitz an der Elbe (Ersterwähnung 1185) in der Mark Meißen – zunächst Vorwerk, dann schriftsässiges Rittergut mit Schloss – hatte die Familie in den Orten Röderau, Brockwitz, Böhla und Zehren zahlreiche Besitzungen.
Mit den Bannerherren Sigismund von Promnitz (1380–1444) auf Lessendorf und Otto II. von Promnitz (ca. 1377–1430) auf Weichau beginnen die Hauptlinien des Adelsgeschlechts in Schlesien und mit Heinrich I. Promnitz († 1485) eine Linie, die in Pirna zum patrizischen Stadtadel gehörte, einige Bürgermeister stellte und das dortige Promnitz-Haus (Lange Str. 43) im 17. Jahrhundert repräsentativ ausgestalten ließ. Weiterhin befanden sich das Marieneck und das sogenannte Canalettohaus in Promnitzschem Besitz.
An der Wende vom 15. zum 16. Jahrhundert existierten die Häuser: Lessendorf (seit 1945 Lasocin bei Freystadt), Weichau (Wichów, Ortsteil der Gemeinde Brzeźnica), Dittersbach (Dzietrzychowice, Gemeinde Sagan), Hirschfeldau und Pirna.

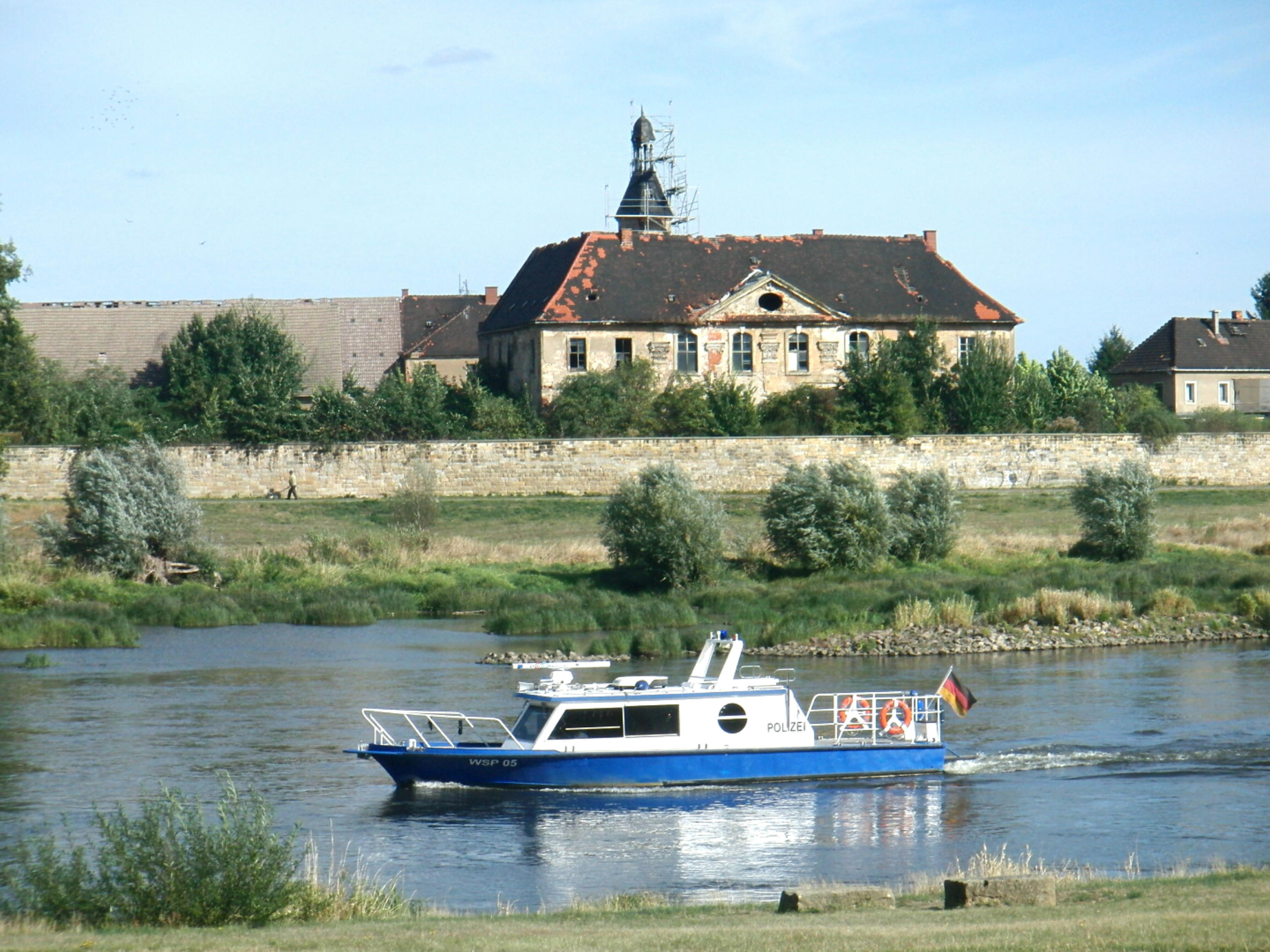
Schloss Promnitz an der Elbe
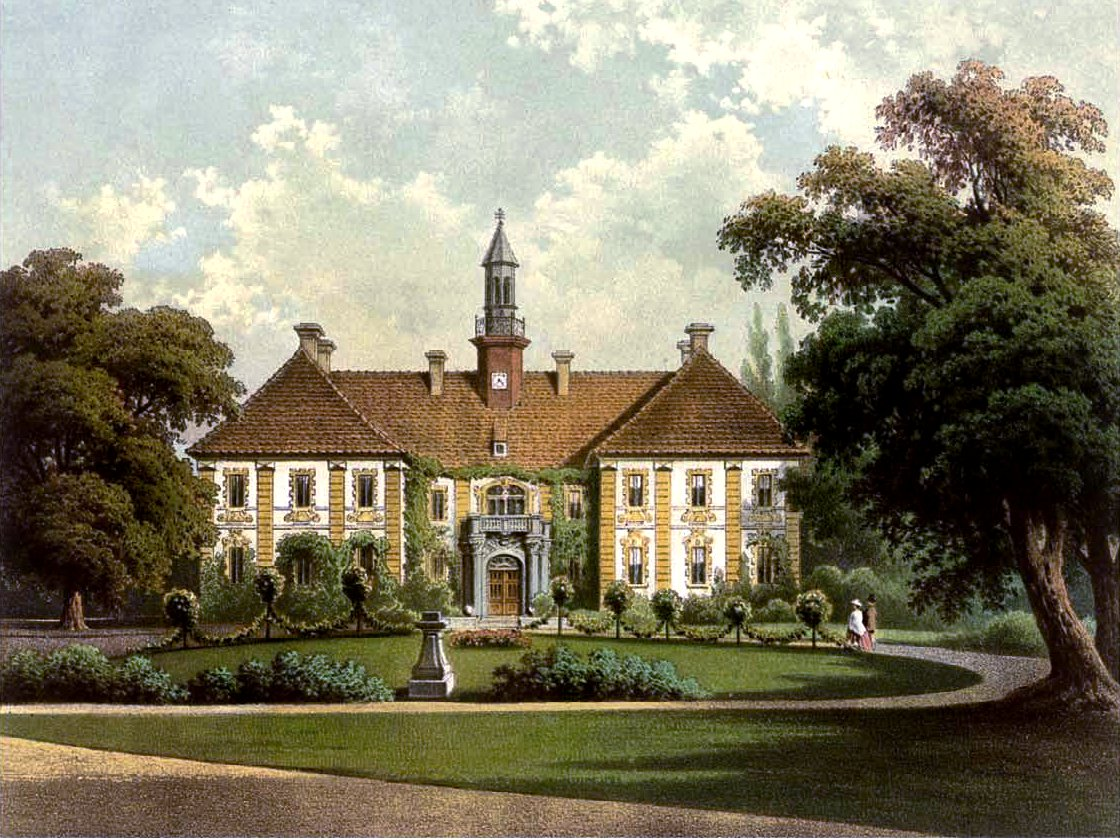
Schloss Lessendorf (heute: Lasocin) bei Freystadt
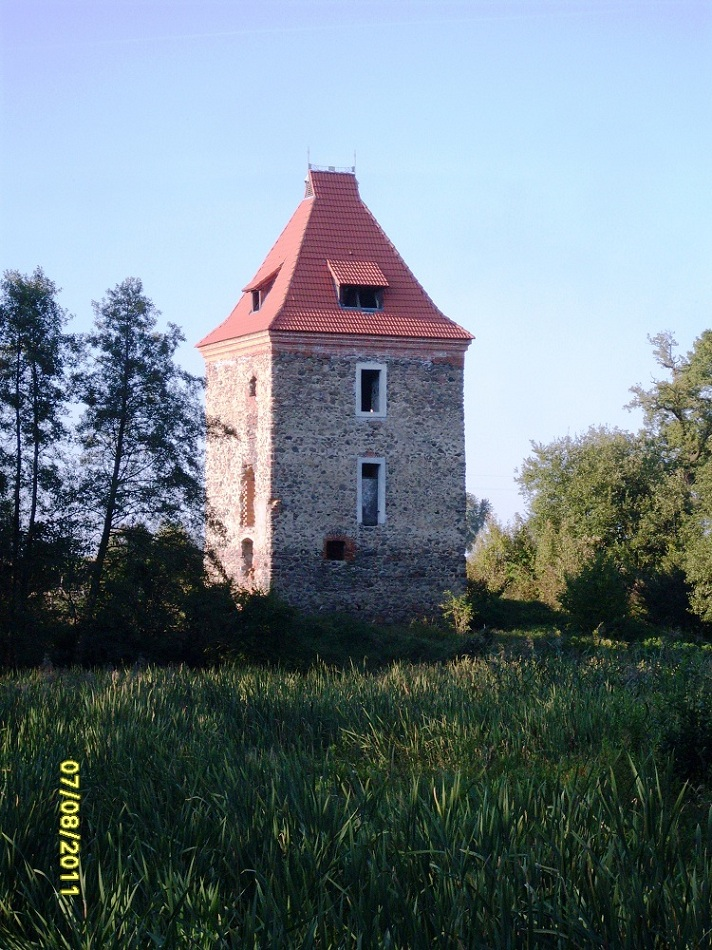
Wohnturm in Dittersbach
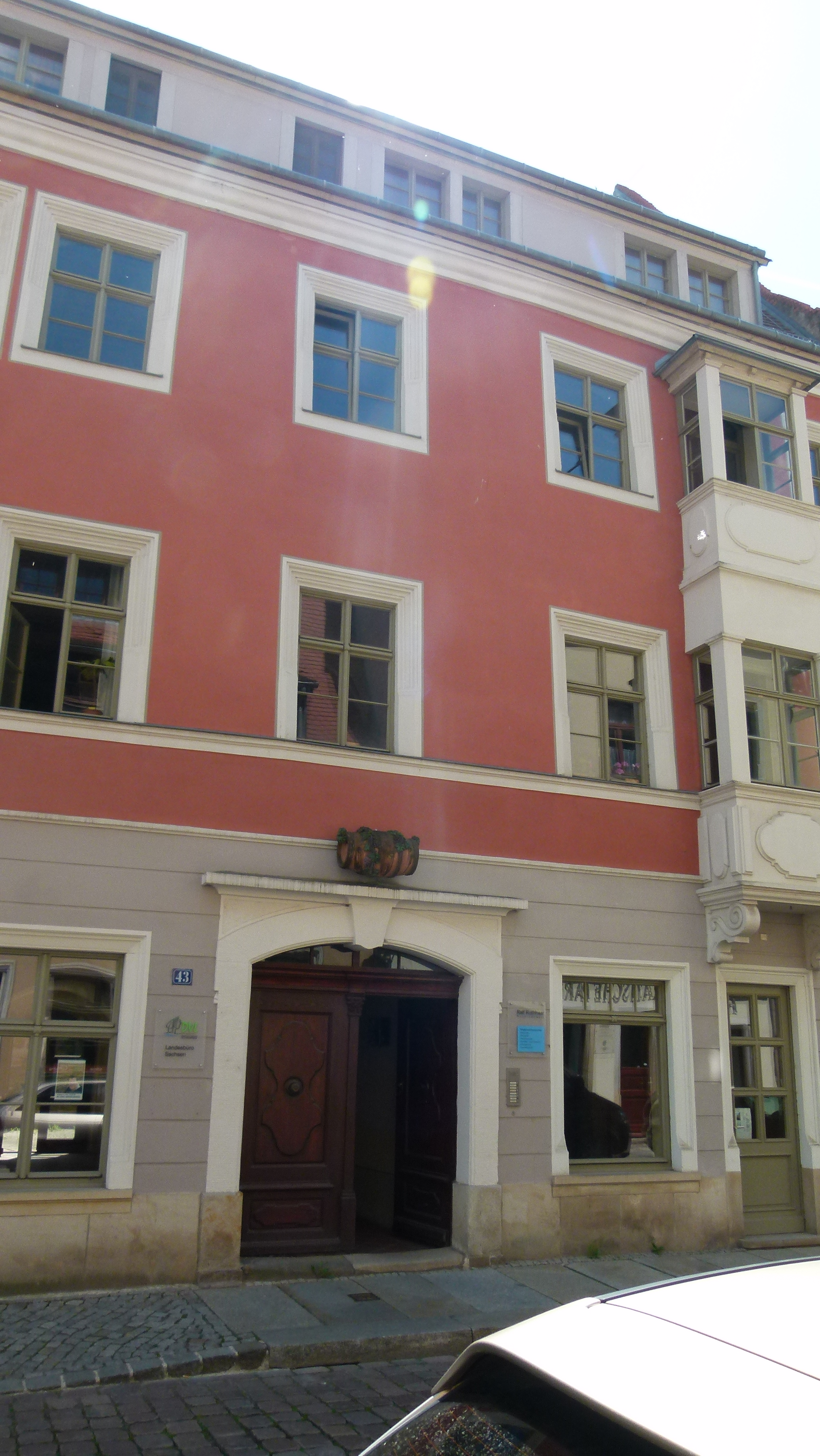
Promnitz-Haus, Pirna

Als erster der Familie errang Balthasar von Promnitz aus dem Haus Lessendorf ein Amt von überregionaler Bedeutung. Er wurde 1539 Fürstbischof von Breslau und Landeshauptmann von Schlesien. Er erwarb die bedeutendsten Güter der Familie, die Herrschaften Pleß im Jahr 1542, Triebel 1556 sowie Sorau 1558. In seinem Testament stiftete er für die Nachkommen seiner Familie eine Majoratsherrschaft und ein Minorat.
Fürstbischof Balthasars älterer Bruder Caspar III. von Promnitz auf Lessendorf war Hauptmann der Weichbilder Freystadt und Grünberg in Schlesien. Sein erster Sohn Stanislaus erbte von seinem Onkel, dem Bischof, das Majorat Pleß. Caspars gleichnamiger jüngster Sohn erhielt das von seinem bischöflichen Onkel gestiftete Minorat. Stanislaus starb kinderlos und hinterließ Pleß seinem jüngeren Bruder Karl, der 1572 die verschuldete Herrschaft Bielitz erwarb, die vom böhmischen Landesherrn Maximilian II. zur Minderstandesherrschaft erhoben wurde.
Balthasar Herrmann von Promnitz auf Skarsina aus der Neu-Weichauer Linie wurde vom letzten Vertreter der Weichau-Dittersbacher Hauptlinie, Hans von Promnitz, adoptiert. Er erbte daher dessen gesamte Besitzungen: die Güter Dittersbach, Greisitz und Küpper.
Anselm I. von Promnitz aus dem Haus Weichau hatte mit Ursula von Nostitz den Sohn Seyfrid von Promnitz. Dieser erbte 1562 Sorau und Triebel vom Bischof von Breslau. Sein Sohn Heinrich Anselm, Landvogt der Niederlausitz, folgte dem Vater 1597 im Besitz der Güter. Dessen Sohn Siegmund Seyfrid († 1654), war der erste Graf von Promnitz.

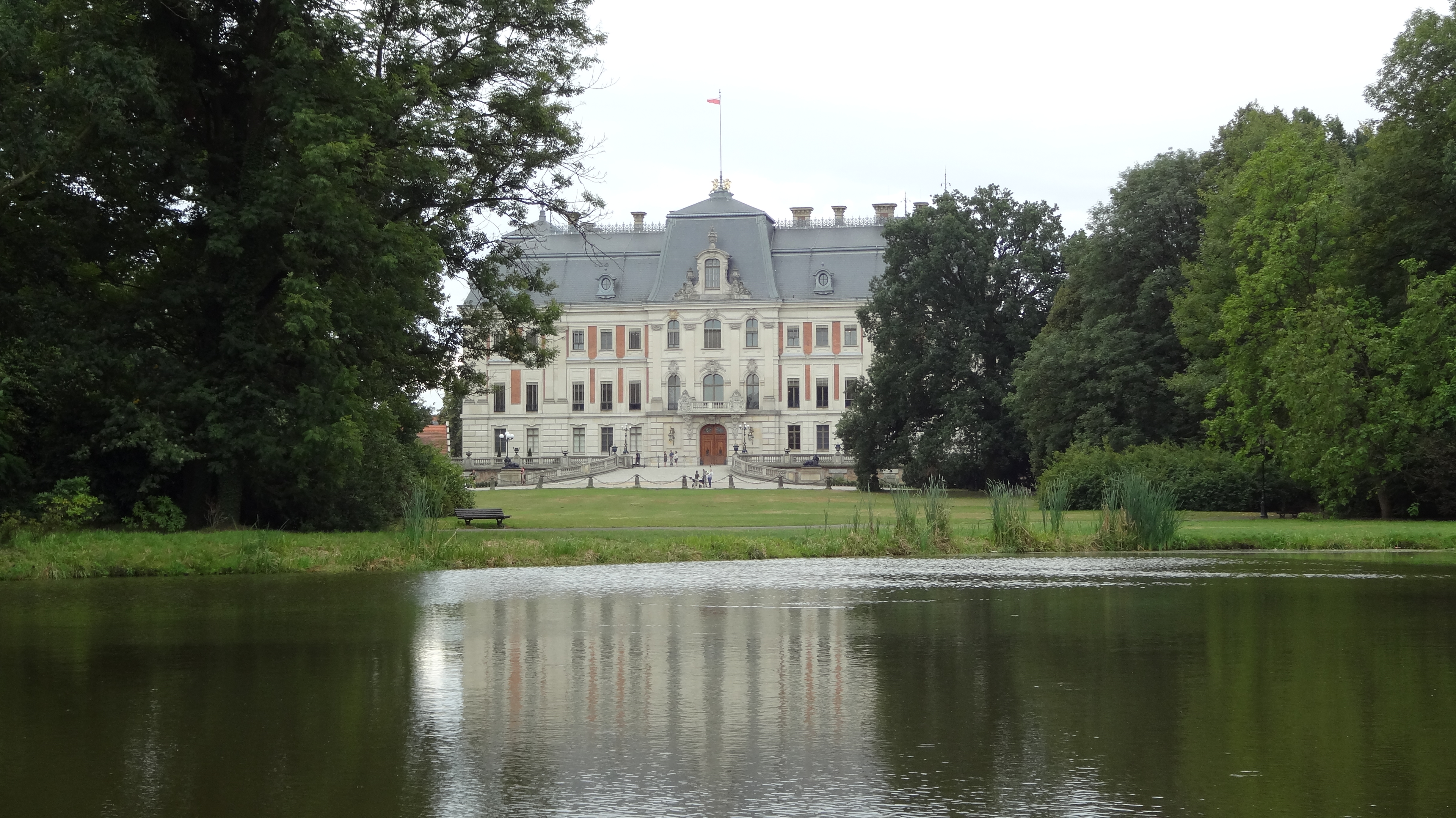
Schloss Pleß (in der Gestalt des 19. Jh.; 1548–1765 im Besitz der Familie)
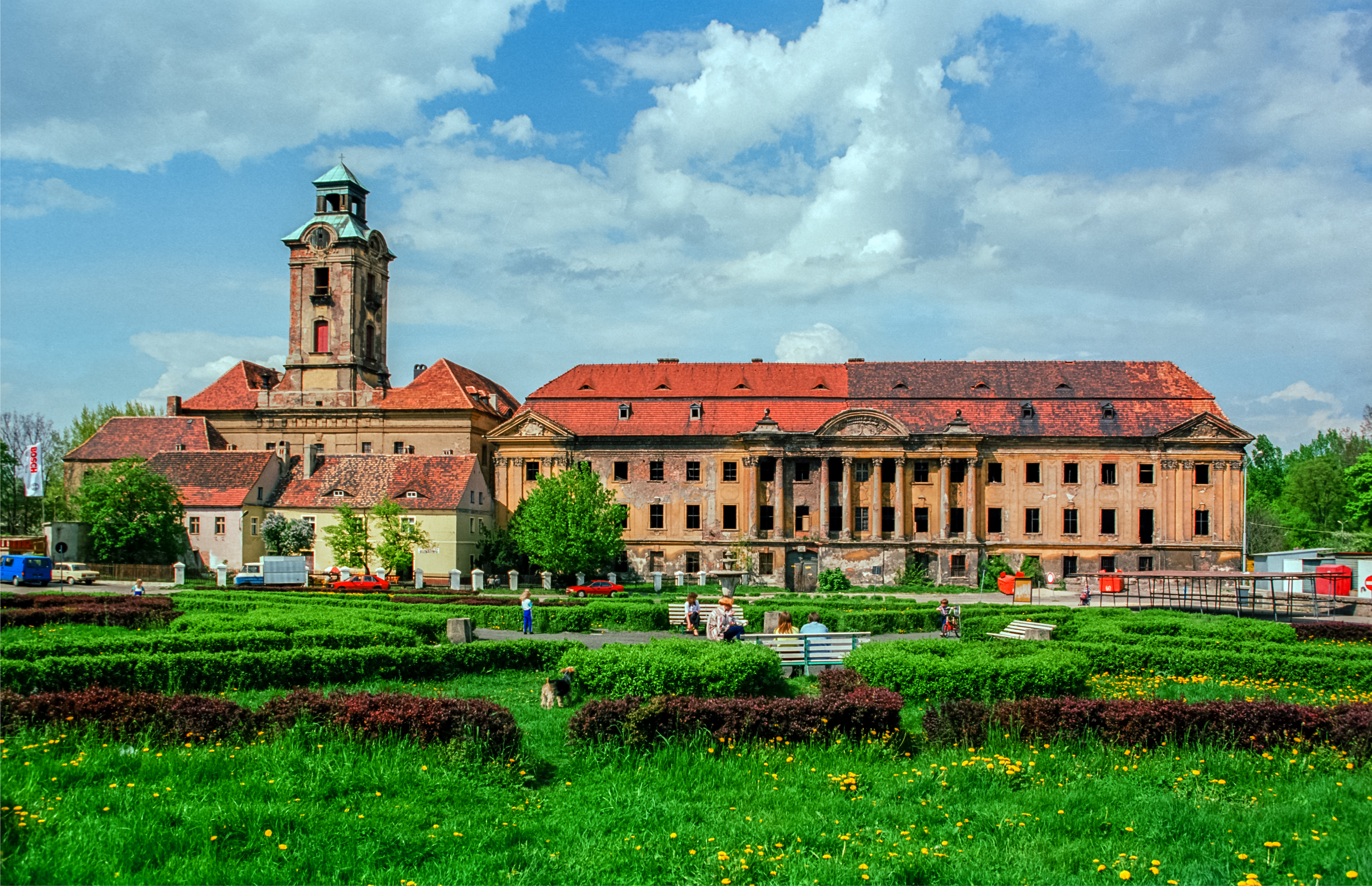
Burg (links) und Promnitz-Schloss in Sorau (seit 1559 im Besitz der Familie)
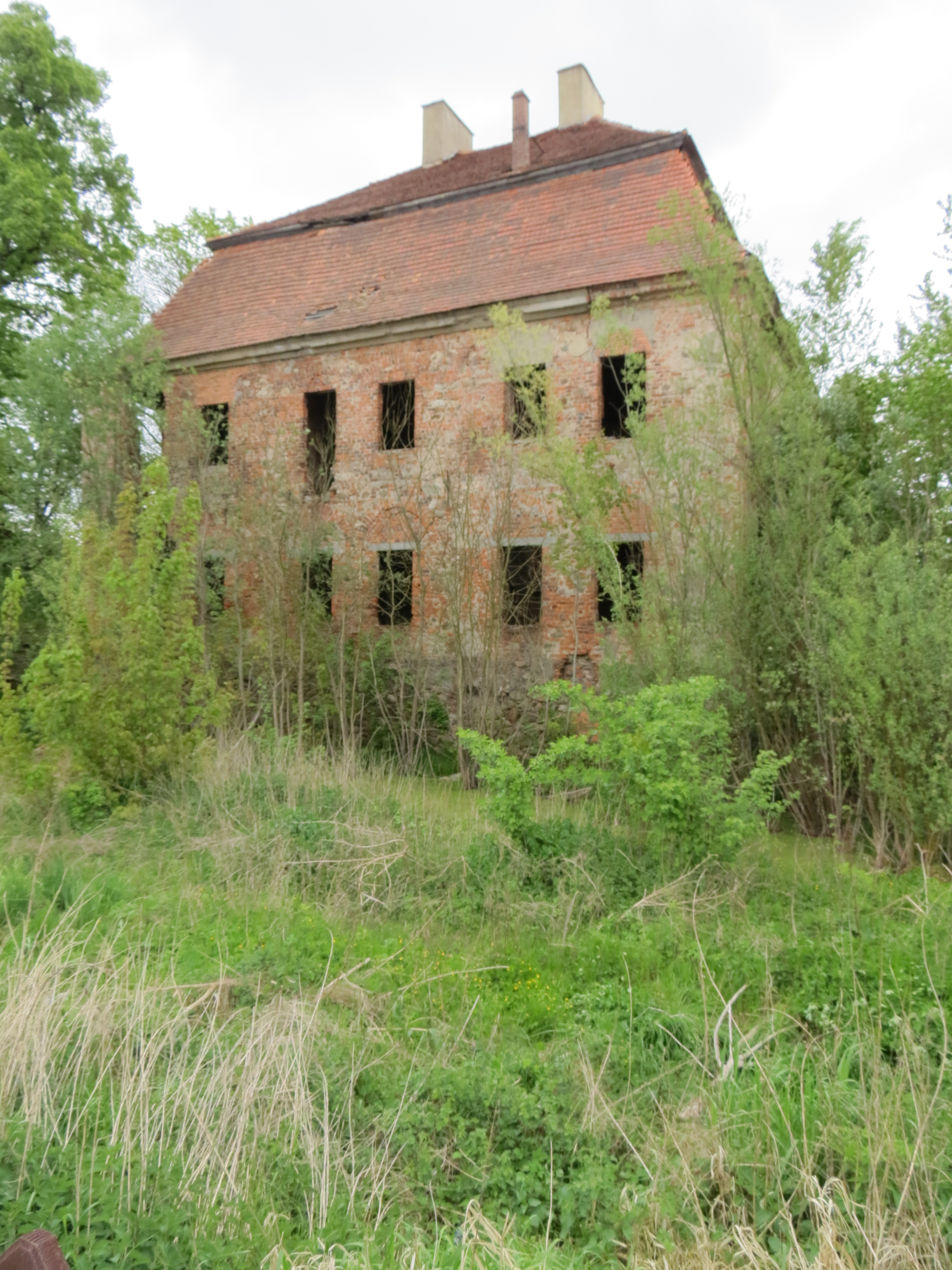
Schloss Triebel in Triebel
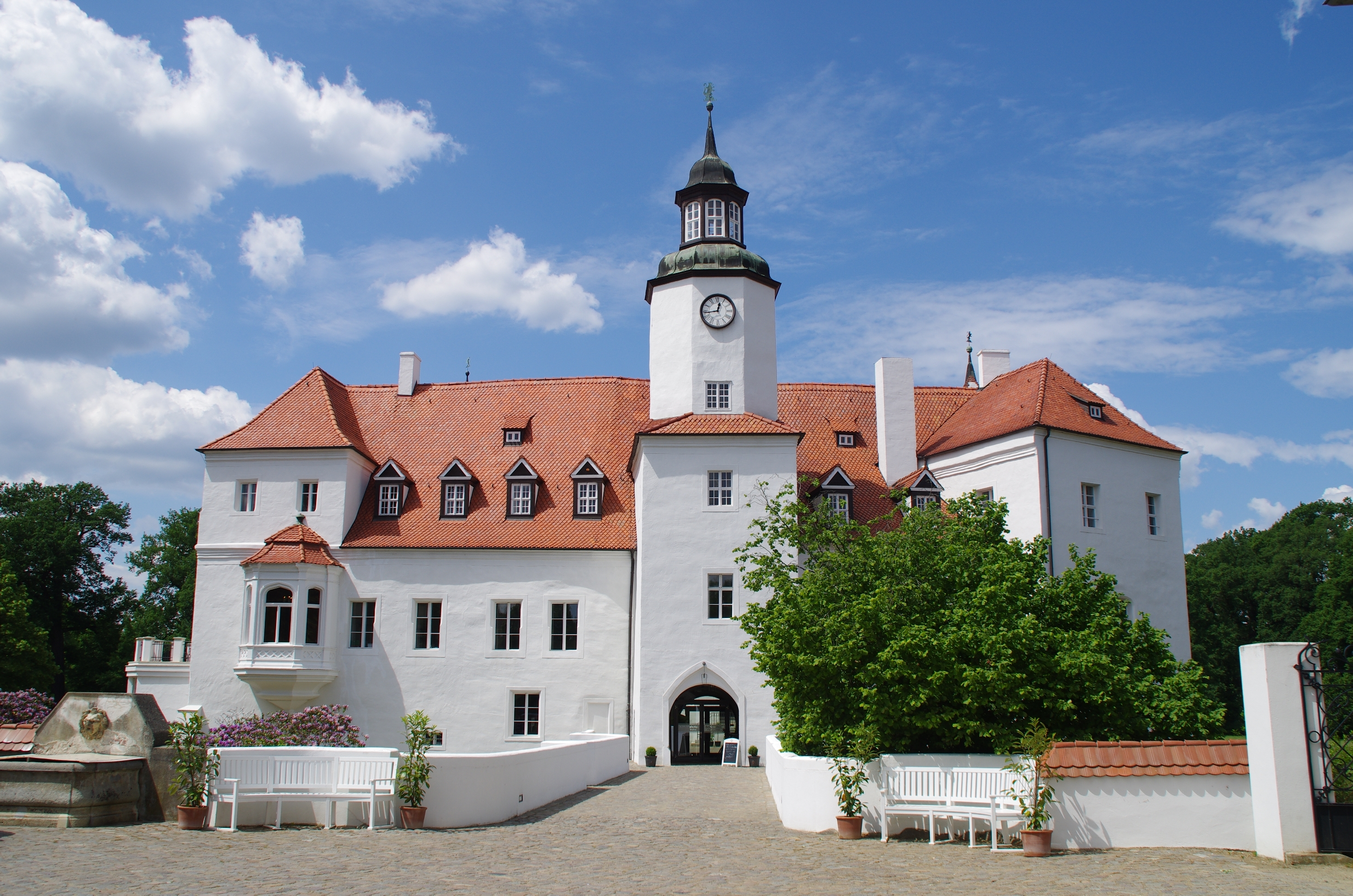
Wasserschloss Fürstlich Drehna

## 17. und 18. Jahrhundert
Siegmund Seyfrid, Freiherr aus dem Haus Alt-Weichau zu Pleß, Sorau und Triebel, Landvogt in der Niederlausitz, wird mit Diplom vom 9. Mai 1652 von Kaiser Ferdinand III. in den böhmischen Grafenstand erhoben. Von 1654 bis 1664 ist sein ältester Sohn, Erdmann I. Leopold Graf von Promnitz († 1664), im Besitz der Güter. Dieser engagierte Wolfgang Caspar Printz als „Director musices“ für die Promnitzsche Hofkapelle.
Von 1664 bis 1678 fungiert Ulrich Hypparchos Graf von Promnitz, Herr zu Forst und Pförten (bis 1726 im Besitz), als Vormund für die Kinder seines Bruders. Ihr Bruder, Balthasar Erdmann Graf von Promnitz (1656–1703), wurde nach Erreichen der Volljährigkeit in die Güter seines Vaters eingesetzt. 1697 wurde die Herrschaft Drehna erworben.
Aus Balthasar Erdmanns 1682 geschlossener Ehe mit Gräfin Emilie Agnes Reuß zu Schleiz (1667–1729) entstammte als ältester Sohn Graf Erdmann II. von Promnitz, der sich besonders der Verbesserung des Schulwesens annahm. Neben der Errichtung und dem Unterhalt von Schulen, übernahm er auch die Besoldung der Lehrer. 1704 berief Erdmann II.  den jungen Georg Philipp Telemann zum Promnitzschen Hofkapellmeister. Mit seiner 1705 mit Anna Maria Prinzessin von Sachsen-Weißenfels (1683–1731) geschlossenen Ehe war der Anschluss an den Hochadel besiegelt.  Am Hauptsitz der Grafen in Sorau ließ er von 1710 bis 1728 neben dem alten Schloss der Bibersteiner einen barocken Neubau durch Giovanni Simonetti errichten, einen monumentalen Vierflügelbau.
Dessen ältester Sohn und Nachfolger, Johann Erdmann Graf von Promnitz (1719–1785), hatte aus seiner 1754 geschlossenen Ehe keinen Erben. Die Herrschaft Pleß überließ er 1765 seinem Neffen, dem Sohn seiner Schwester Emilie, Prinz Friedrich Erdmann von Anhalt-Köthen, der seitdem als Fürst von Anhalt-Köthen-Pleß titulierte. Die wichtigen Herrschaften Sorau und Triebel verkaufte er im selben Jahr an den Kurfürst von Sachsen.
Mit Johann Erdmann erlosch das gräfliche Haus Promnitz im Mannesstamm, mit seiner Schwester Gräfin Agnes Sophie (1720–1791), auch im weiblichen Stamm. Die Freiherren Linie besteht bis heute.

## 19. Jahrhundert
Einerseits erfolgte die Auswanderung zahlreicher Familienmitglieder nach Amerika, Australien und Südafrika, andererseits blieb die freiherrliche Linie auf Gütern wie Pitschkau (heute Pietrzyków), Züllichau, Croischwitz und Adlig Krummendorf ansässig. 1753 verfügte Kaiserin Maria Theresia die Namenserweiterung dieser Linie zu Freiherren Promnitz von Promnitzau.
Das im Jahr 1861 von den Grafen von Hochberg zu Pleß im Forst bei Pless (heute Pszczyna) anstelle eines älteren Promnitz’schen Schlosses errichtete Jagdschloss Promnitz erinnert dem Namen nach weiterhin an die frühere Besitzerfamilie.

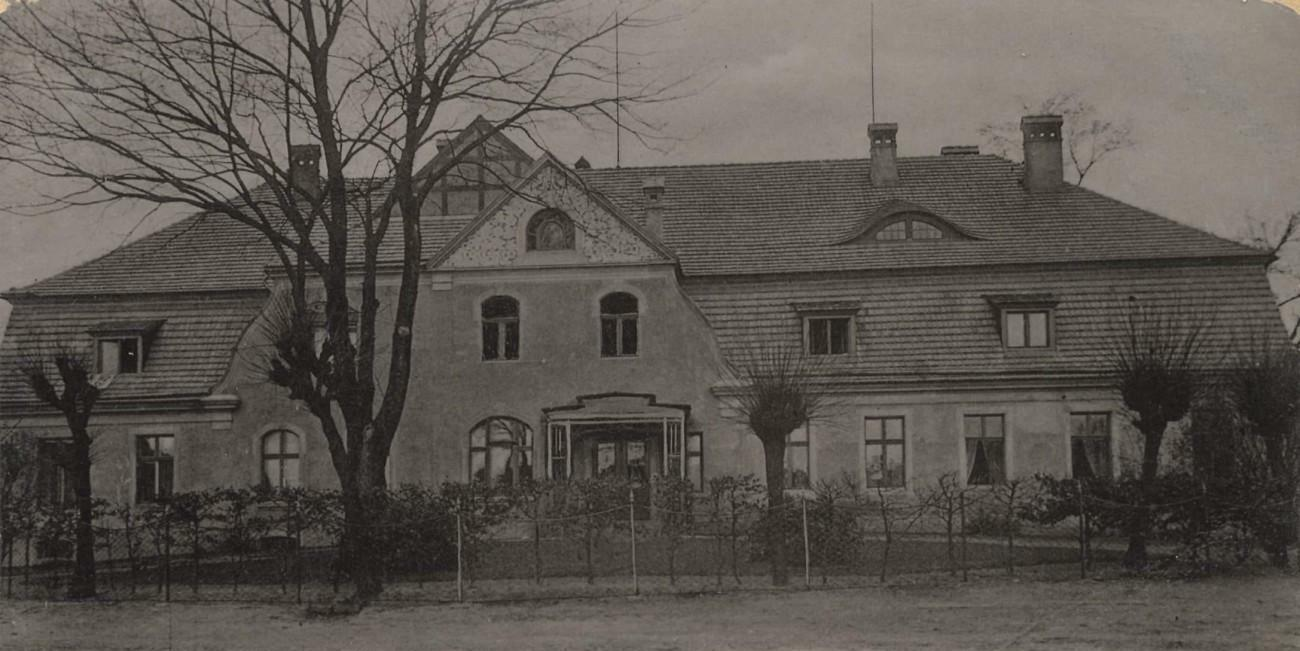
Schloss Pitschkau (heute Pietrzyków)
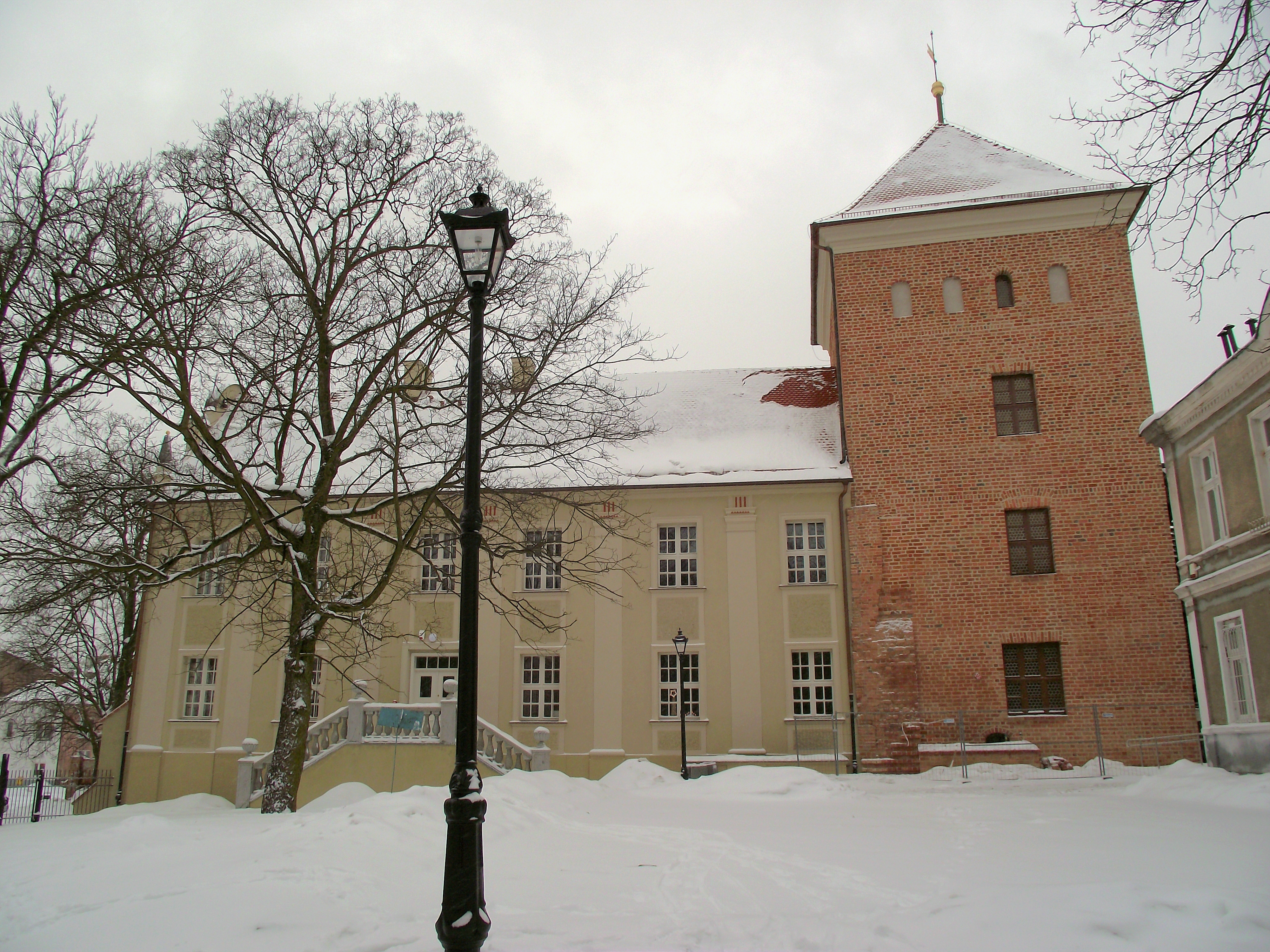
Schloss Züllichau

## Wappen

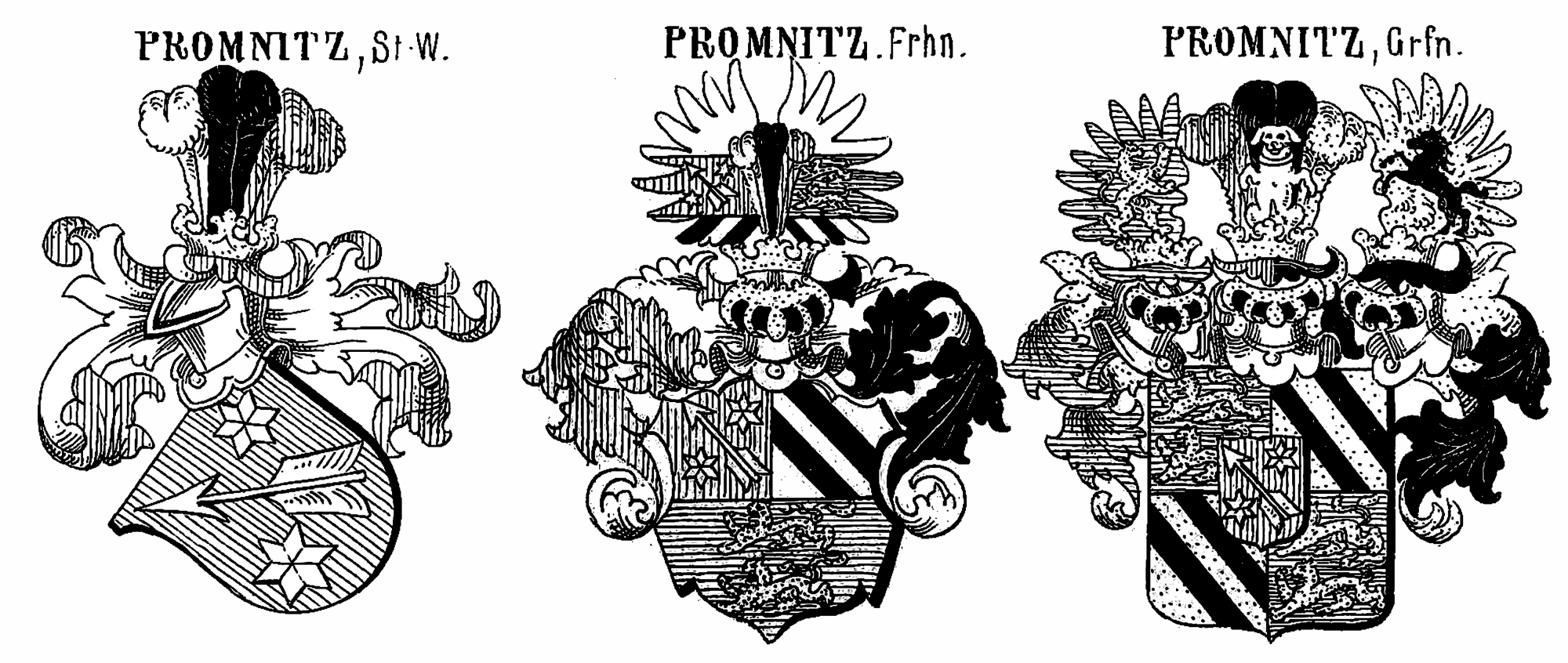
Drei Wappen derer von Promnitz in Siebmachers Wappenbuch

Das Stammwappen zeigt in Rot einen aufwärtsgerichteten schrägrechten silbernen Pfeil von zwei silbernen Sternen beseitet. Auf dem gekrönten Helm mit rot-silbernen Decken drei (silber, schwarz, rot) Straußenfedern.
Möglicherweise erhielt Ritter Nicolaus von Promnitz das Stammwappen im Jahre 1324 für seine Verdienste in der Schlacht bei Mühldorf. 

## Personen (Auswahl)
- Adam Herman zu Promnitz (gest. n. 1285)
- Thielmann von Promnitz (Ersterwähnung 1296), zu Promnitz-Röderau
- Fritsche von Promnitz (gest. 1439), auf Freiwaldau
- Heinrich III. von Promnitz (gest. 1462), auf Dittersbach
- Otto III. von Promnitz (gest. 1465), a. d. H. Weichau, Altarista zu Sagan
- Caspar I. von Promnitz (gest. 1491), a. d. H. Lessendorf
- Melchior I. von Promnitz (gest. 1483), a. d. H. Hirschfeldau
- Balthasar I. von Promnitz (gest. 1480), a. d. H. Weichau
- Nicolaus III. (gest. 1512), a. d. H. Weichau, geistlichen Standes
- Martin I. von Promnitz (um 1475–1532), auf Schüttlau, Burggraf Herzog Friedrich II. zu Liegnitz
- Balthasar III. Baron von Promnitz a. d. H. Lessendorf (1488–1562), 34. Fürstbischof von Breslau und Neiße mit dem Wahlspruch „DOMINUS ADJUTOR MEUS“, Oberlandeshauptmann Schlesiens, Herzog von Grottkau, Pfandbesitzer des Fürstentums Sagan, Erwerber der Freien Standesherrschaft Pleß und der Herrschaften Sorau und Triebel in der Oberlausitz
- Caspar III. von Promnitz (1470–1543), auf Lessendorf, Hauptmann
- Anselm I. von Promnitz (1500–1545), auf Altweichau
- Stanislaus Freiherr von Promnitz (gest. 1568), auf Pleß
- George II. Freiherr von Promnitz (um 1520–1572), auf Schüttlau, Truchsess Ferdinands I. und Stabelmeister/Stabhalter
- Carolus Freiherr von Promnitz (gest. 1591), auf Pleß und Bielitz
- Caspar IV. Freiherr von Promnitz (gest. 1606), auf Pleß
- Seyfrid d. Ä. Freiherr von Promnitz (1534–1597), auf Sorau und Triebel, Kaiserlicher Rat und Kammerpräsident, Pfandbesitzer des Fürstentums Sagan
- Ursula Freiin von Promnitz, geborene von Schaffgotsch (1542–1587), Gattin Seyfrieds d. Ä., gebar ihm 20 Kinder
- Georg III. Freiherr von Promnitz (1582–1637), jüngster Sohn Seyfrieds d. Ä.
- Balthasar Herrmann von Promnitz (1600–1642), auf Skarsina, Dittersbach, Greisitz und Küpper
- Heinrich Anselm Freiherr von Promnitz (1564–1622), Landvogt der Niederlausitz
- Weighard d. Ä. Freiherr von Promnitz (1570–1618), Rektor der Universität Wittenberg
- Chilianus Freiherr von Promnitz (1587–1632), Bürgermeister zu Pirna
- Franns I. Herman Freiherr von Promnitz (1593–1643) a. d. H. Dittersbach
- Siegmund Seyfrid von Promnitz (1595–1654), erster Graf von Promnitz, zu Pleß, Sorau und Triebel, Landvogt der Niederlausitz
- Heinrich V. Freiherr von Promnitz (1622–1685), Regierender Bürgermeister zu Pirna
- Erdmann I. Leopold Graf von Promnitz (1631–1664), kaiserlicher Oberst zu Fuß
- Ulrich Graf von Promnitz (1636–1695/97), 1667 Begründer der Linie Pförten, Generalmajor der Kavallerie, 1. Compagniechef der Sächsischen Gardereiter zu Dresden
- Benigna Gräfin zu Solms-Laubach, geb. Gräfin von Promnitz (1648–1702), deutsche Pietistin
- Bibiana Herzogin von Schleswig-Holstein-Norburg, geborene Gräfin von Promnitz (8. August 1649–19. August 1685)
- Balthasar VII. Erdmann Graf von Promnitz (1656–1703)
- Julius Graf von Promnitz (geb. 1675), genannt der Springer
- Anshelm II. Graf von Promnitz (1678–1726), Sohn des Ulrich Graf von Promnitz, ab 1699 Herr zu Forst und Pförten, Oberamtspräsident der Niederlausitz
- Erdmann II. Graf von Promnitz a. d. H. Kreppelhof (1680–1704)
- Jacob d. J. Freiherr von Promnitz (1680–1727), zu Dammitsch und Hertwigswaldau
- Graf Erdmann III. von Promnitz (1683–1745), Geheimer Rat und Kabinettsminister des Kurfürsten August der Starke
- Christine Johanna Emilie Fürstin von Anhalt-Köthen, geborene Gräfin von Promnitz (1708–1732), zweite Ehefrau des Fürsten August von Anhalt-Köthen (1697–1755) und Tochter des Grafen Erdmann III. von Promnitz
- Anna Friederike Fürstin von Anhalt-Köthen, geborene Gräfin von Promnitz (1711–1750), dritte Ehefrau des Fürsten August von Anhalt-Köthen (1697–1755) und Schwester von Emilie
- Johann Wilhelm Freiherr von Promnitz und Promnitzau (1712–1769), Oberstleutnant zu Raab
- Johann Gotthard Freiherr von Promnitz und Promnitzau (1716–1788), auf Liebenzig, Pirnigk und Adlig Krummendorf
- Johann Erdmann Graf von Promnitz (1719–1785)
- Agnes Sophie Gräfin Reuß zu Ebersdorf, geborene Gräfin von Promnitz (1720–1791)
- Wilhelmine Loise Caroline Gräfin von Promnitz, geborene Gräfin zur Lippe-Biesterfeld (1733–1766)
- Seyfried von Promnitz (Drehna) (1734–1760), Grundbesitzer
- Johann Jacob Freiherr von Promnitz und Promnitzau (1752–1813), zu Züllichau, Kämmerer, Bürgermeister
- Erdmann IV. Siegfried Graf von Promnitz (geb. und gest. 1756)
- Hans Otto Wilhelm Emil Baron von Promnitz und Promnitzau (1802–1859), auf Pitschkau
- Johann Carl Gustav Ludwig Baron von Promnitz und Promnitzau (1804–1832), Sankt Petersburg, Prinzenerzieher am Zarenhof
- Johann Carl Otto Hugo Baron von Promnitz und Promnitzau (1836–1889), Breslau, Brückenbauer und Konstrukteur des „Promnitz-Fördergerüsts“
- Georg IV. Otto Hugo Baron von Promnitz und Promnitzau (1878–1918), Diplom-Ingenieur, Direktoriumsmitglied der Donnersmarck’schen Bergwerke
- Else Karoline Adelheid Freiin von Promnitz und Promnitzau (1879–1934), Breslau, Dichterin, Werke: Der heilige Wenzel, Die heilige Hedwig
- Eva Adelheid Bertha Freiin von Promnitz und Promnitzau (1881–1965), Görlitz, Malerin
- Viktor II. Werner von Promnitz und Promnitzau (1907–1973), Musikwissenschaftler in Rostock
- Liselotte Adelheid von Promnitz und Promnitzau (1913–1996), Dresden, Kirchenmusikerin
- Horst Georg Hugo von Promnitz und Promnitzau (1918–1997), Dresden, Geschäftsführer
- Franns-Wilfrid von Promnitz (* 1952), deutscher Organist, Pianist, Dirigent, Komponist und Sänger, Spezialist für Alte Musik

## Belletristik
- Paul Schubert: Honori Illustris Ac Generosi Domini Dn. Vichardo Lir Baronis A Promnitz, Domini In Plessa. Sorau. Tribella Et Hoiersverda Etc. Domini Ac … 1590.
- Martin Opitz: Illustris Domini Seyfridi Promnicii Baronis Plessensis, Sorauiae, Tribellii & Hoierswerdae Domini. & c. Grunderus, Bregae 1624.
- Leopold Schefer: Graf Promnitz. Der letzte des Hauses. Veit und Comp., Berlin 1842.
- Jakob Wassermann: Die Geschichte des Grafen Johann Erdmann Promnitz. Erzählung. In: Neue Rundschau. 20. Jahrgang, Heft 2, 1909.
- László Márton: Die wahre Geschichte des Jacob Wunschwitz. Aus dem Ungarischen von Hans-Henning Paetzke. Zsolnay, Wien 1999, ISBN 3-552-04933-9.
- Franns Wilfrid von Promnitz: Die Kinder des Herman von Promnitz: Beleuchtende Familienchronik einer chronisch unterbelichteten Familie. Eigenverlag Leipzig 2015 (online abrufbar).